# 卢比涅
卢比涅（法語：Loubigné，法語發音：[lubiɲe]）是法国德塞夫勒省的一个市镇，属于尼奥尔区。

## 地理
卢比涅（46°4'40"N, 0°5'10"W）面积11.01 平方千米，位于法国新阿基坦大区德塞夫勒省，该省份为法国西部内陆省份，北起曼恩-卢瓦尔省，西接旺代省，南至夏朗德省和滨海夏朗德省，东临维埃纳省。
与卢比涅接壤的市镇（或旧市镇、城区）包括：欧比涅、谢夫布托讷、瓦尔德洛姆。

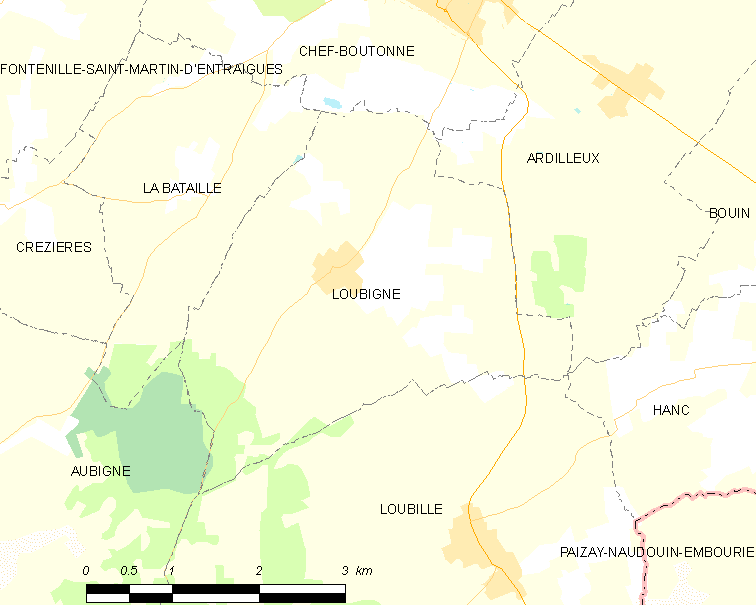
卢比涅的OSM定位图

卢比涅的时区为UTC+01:00、UTC+02:00（夏令时）。

## 行政
卢比涅的邮政编码为79110，INSEE市镇编码为79153。

## 政治
卢比涅所属的省级选区为梅勒县。

## 人口

1962-2008年间卢比涅人口变化图示

卢比涅于2022年1月1日时的人口数量为157人。